# 히가시야마구
히가시야마구(일본어: 東山区)는 일본 교토부 교토시를 구성하는 11개 구 중 하나이다.
구내에는 기온이나 산조케이한 주변 등에 번화가가 있다. 교토 안에서도 특히 역사적 건축물 등이 많은 장소여서 재개발 사업 등에 대한 규제가 비교적 심하고 환경의 정비가 행해지지 않아서 "도시의 과소지"가 되고 있다.

## 역사
- 1929년 - 시모교구로부터 분할 편성된 형태로 이 구가 설치되었다.
- 1931년 - 우지군 야마시나정이 히가시야마구에 편입되었다.
- 1976년 - 히가시야마구 야마시나 지구가 야마시나구로 분구하였다.

## 교통

### 철도
- 게이한 전기 철도
  - 본선
    - (← 사쿄구 진구마루타마치역) - 산조역 - 기온시조역 - 기요미즈고조역 - 시치조역 - 도후쿠지역 - 도바카이도역 - (후시미구 후시미이나리역 →)

- 서일본 여객철도
  - 나라선
    - (← 미나미구 교토역) - 도후쿠지역 - (후시미구 이나리역 →)

  - 도카이도 본선(비와코선)
    - 도카이도 본선의 역이 없다.

- 교토시 교통국(교토 시영 지하철)
  - 도자이선
    - (← 나카교구 교토시야쿠쇼마에역) - 산조케이한역 - 히가시야마역 - 게아게역 - (야마시나구 미사사기역 →)

### 도로
- 한신 고속도로
- 국도 제1호선

## 인구
| 연도  | 인구   | ±%     |
| ----- | ------ | ------ |
| 1980  | 62,077 | —      |
| 1990  | 51,171 | −17.6% |
| 2000  | 44,813 | −12.4% |
| 2010  | 40,528 | −9.6%  |
| 2015  | 39,044 | −3.7%  |
| 출처: |        |        |